# Sentai
Sentai (戦隊), em língua japonesa, é uma palavra para unidade militar, e pode ser literalmente traduzida como "esquadrão" ou "força-tarefa". 

## Galeria

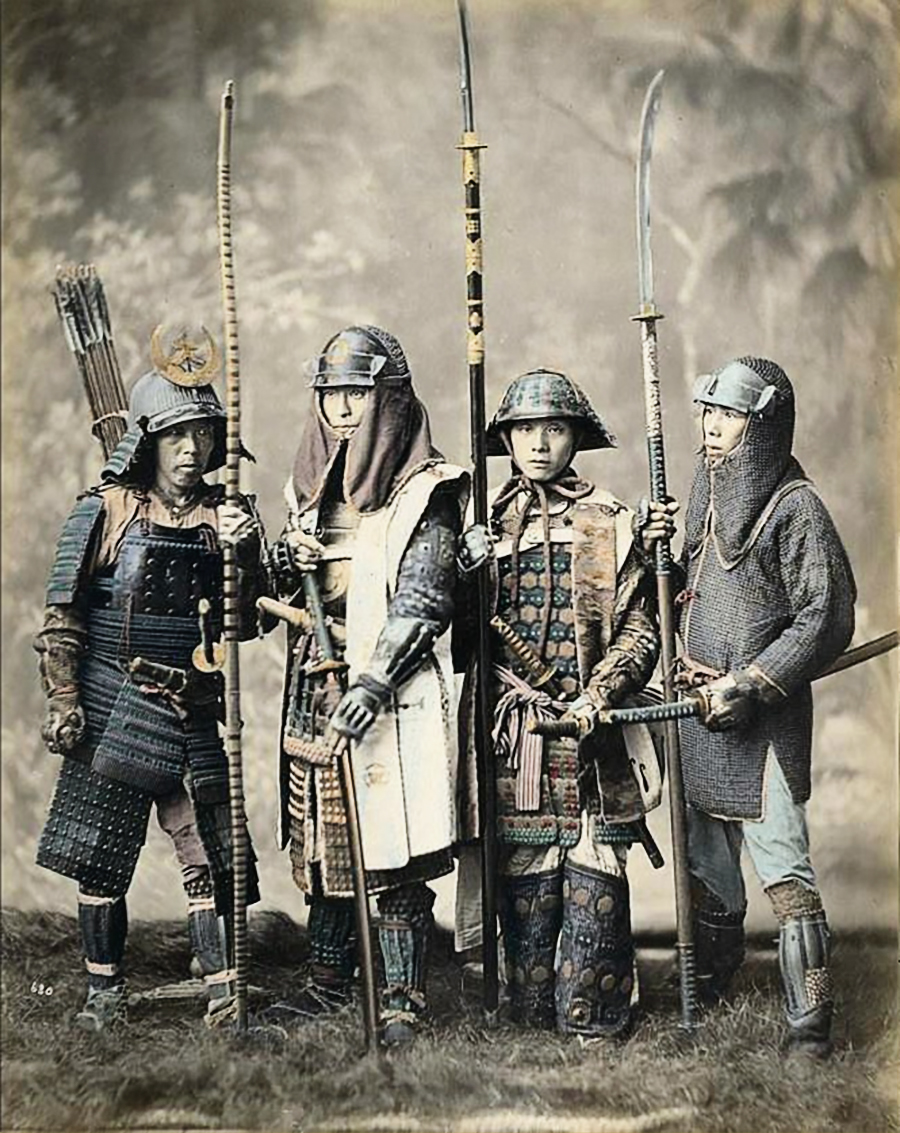
Um grupo samurai (1880).
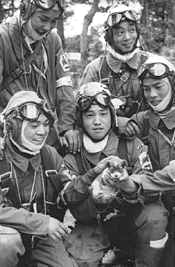
Um kamikaze e seus  parceiros de esquadrão (1945).
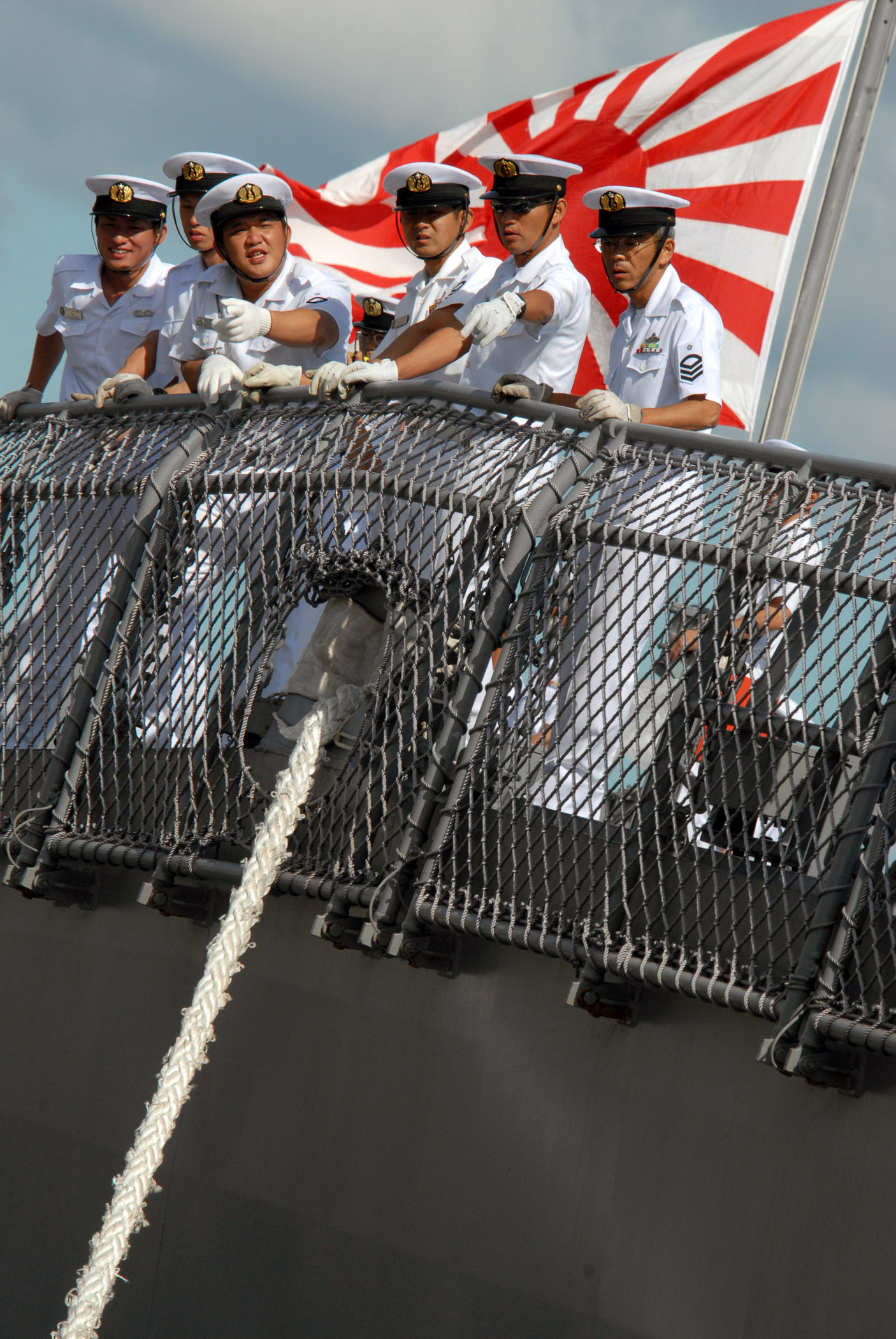
Alguns marinheiros japoneses (2007).
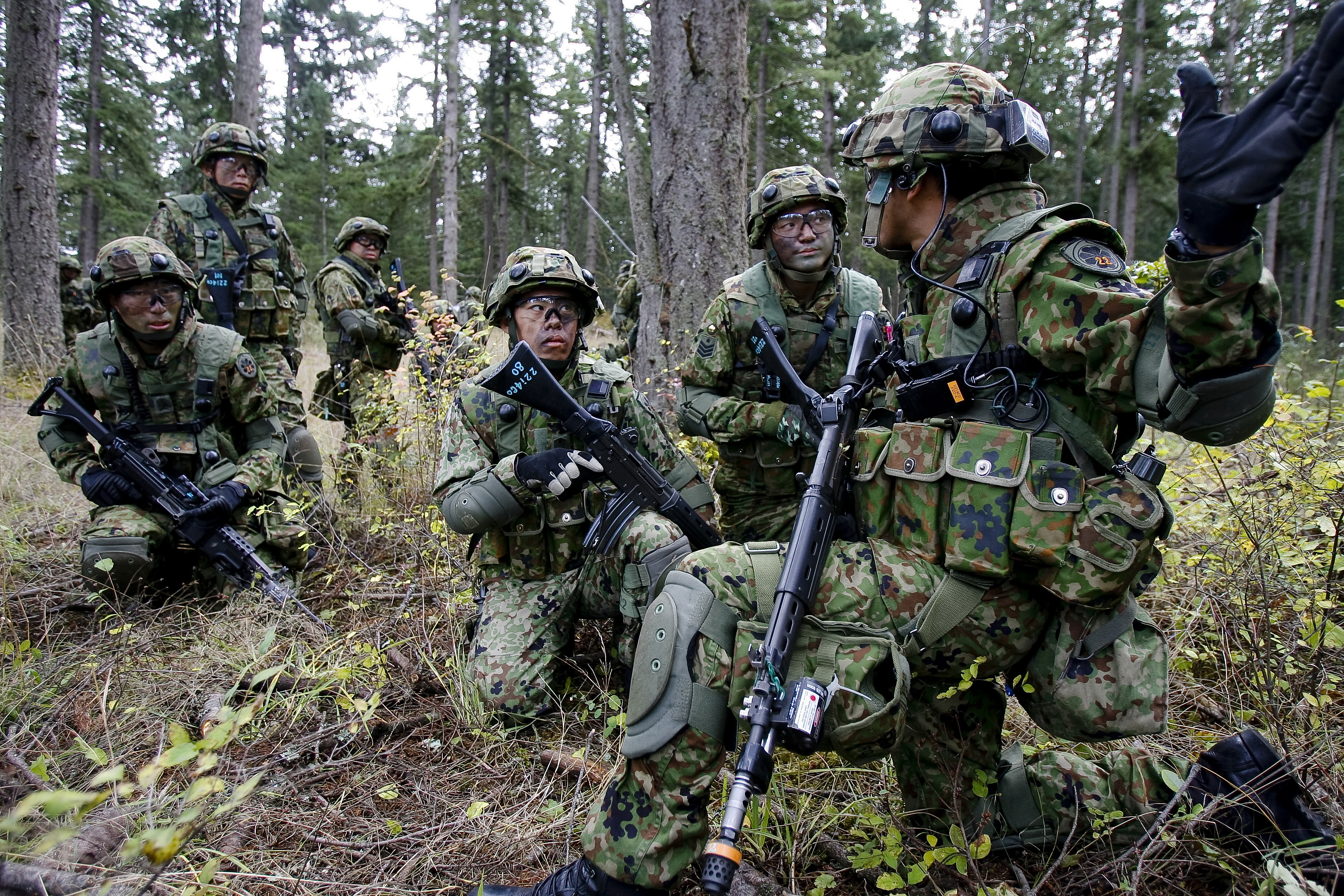
Alguns soldados japoneses e estadunidenses (2008).